# Catalogus Plantarum Horti Regii Neapolitani ad annum 1813
Catalogus Plantarum Horti Regii Neapolitani ad annum 1813 (abreviado Cat. Hort. Neapol.	) es una revista con ilustraciones y descripciones botánicas que fue editada en Italia en los años 1813 a 1819.

## Publicación
1813; App. prima, 1815; App. prima. Ed. alt., 1819